# Ornithodoros transversus
Ornithodoros transversus är en fästingart som beskrevs av Banks 1902. Ornithodoros transversus ingår i släktet Ornithodoros och familjen mjuka fästingar. Inga underarter finns listade i Catalogue of Life.